# شيريل هال
شيريل هال (بالإنجليزية: Cheryl Hall)‏ هي ممثلة بريطانية، ولدت في 23 يوليو 1950 بلندن في المملكة المتحدة.

## وصلات خارجية
- شيريل هال على موقع IMDb (الإنجليزية)
- شيريل هال على موقع قاعدة بيانات الفيلم (الإنجليزية)